# Козимо де Медичи
Козимо де Медичи (итал. Cosimo di Giovanni de' Medici; Фиренца, 27. септембар 1389 — Вила Медичи у Каређију, 1. август 1464) био је државник, банкар и мецена, који је деценијама управљао политиком свог родног града Фиренце. Његова породица није била племићка, већ грађанска, тако да се „де Медичи” односи на име породице, а не на титулу.

## Банкар и политичар
Козимо је од свог оца, Ђовани де Бичи де Медичија, наследио Банку Медичи, чији је пословни успех од њега начинио најбогатијег грађанина Фиренце. Активност банке је проширио на више градова у Италији и Европи.
Врховна власт у републиканској Фиренци припадала је законодавном већу (сињорија). Ту је он био „први међу једнакима”, иако далеко најмоћнији. Козимов политички утицај се није ограничавао на институције, већ се ослањао на његово велико богатство и мрежу личних контаката у Фиренци и ван ње. Успело му је да склопи дугорочан савез са владарима Милана, који је био противтежа савезу Венеције и Напуља. Као последица ових савеза у Италији је пола века владао мир.

## Покровитељ културе и уметности
У његово доба Фиренца је изузетно напредовала у култури и уметности. Козимо је донирао укупно око 600 хиљада златних флорина за ове намене. Сматрао је да је улагање у културу и уметност хуманистичка и грађанска обавеза оних који дођу до богатства.
Козимо је изградио Палату Медичи у Фиренци (данас: Палата Медичи Рикарди). Архитекта је био млади Микелоцо Микелоци. Ентеријери ове палате из 15. века су се углавном очували до данас.
Био је мецена и саветник уметника Фра Анђелика, Фра Филипа Липија и Донатела. Његова финансијска помоћ омогућила је да ексцентрични и сиромашни архитекта Филипо Брунелески заврши куполу Катедрале Санта Марија дел Фјоре у Фиренци.
Године 1444. основао је прву јавну библиотеку у Фиренци, „Сан Марко”. Она је имала велики значај у ширењу идеја хуманизма и Ренесансе.
Такође је сакупљао књиге. До своје тридесете године сакупио је 70 томова. Сматрао је да се грчка и римска цивилизација може обновити помоћу литературе. Наручио је превод свих познатих дела Платона на латински и основао Платонску академију у Фиренци 1445.

## Наслеђе
После смрти, законодавно веће Фиренце му је доделило почасну титулу „Оца нације” (Cosimo Pater Patriae). Наследио га је син Пјеро. Породица Медичи управљала је Фиренцом током Ренесансе (са краћим прекидима), и касније, све до 18. века.